# Saurophaganax maximus
Saurophaganax maximus és una espècie de dinosaure al·losàurid que va viure al Juràssic en el que actualment és Nord-amèrica. Les seves restes fòssils s'han trobat a la formació de Morrison. Alguns paleontòlegs la consideren una espècie d'al·losaure (A. maximus). Saurophaganax representa un al·losàurid molt gran (10,9 metres de longitud) caracteritzat per una làmina horitzontal a les bases de les espines neurals dorsals sobre els processos transversals, i per xebrons amb forma de "ganivet de carn".